# Jens Holzhausen

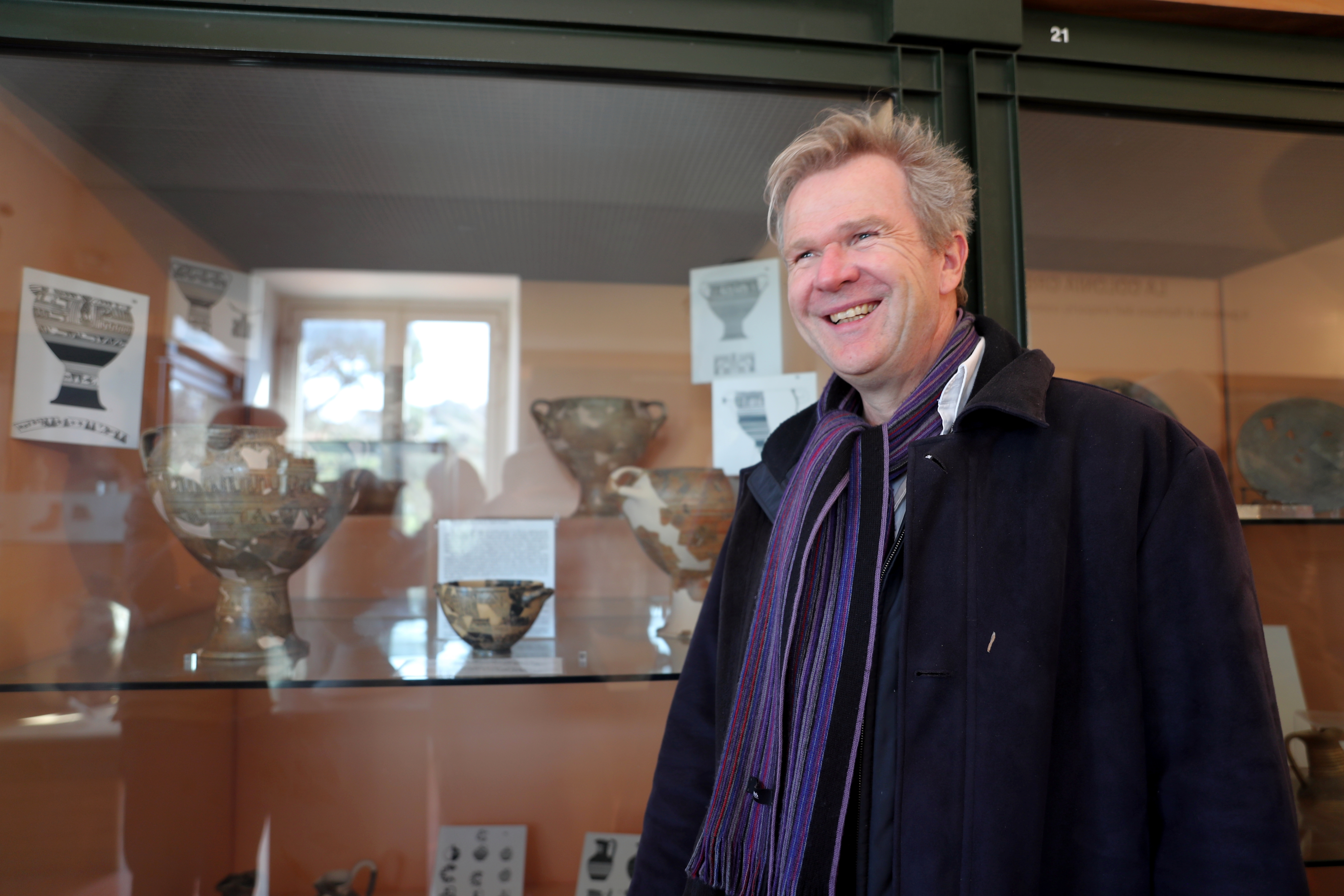
Holzhausen im März 2018 vor dem von ihm erforschten Nestorbecher im Museo Archeologico di Pithecusae auf Ischia.

Jens Holzhausen (* 22. Juni 1963 in Berlin) ist ein deutscher Klassischer Philologe.

## Leben
Jens Holzhausen studierte Klassische Philologie und Evangelische Theologie an der Freien Universität Berlin und an der Universität Tübingen. Im Wintersemester 1992/93 wurde er von Karin Alt und Carsten Colpe mit der Dissertation Der ‚Mythos vom Menschen‘ im hellenistischen Ägypten zum Dr. phil. promoviert. Für diese Schrift erhielt er 1995 Bruno-Snell-Preis der Mommsen-Gesellschaft. Von 1995 bis 2000 arbeitete Holzhausen als wissenschaftlicher Assistent von Bernd Seidensticker am Seminar für Klassische Philologie der Freien Universität Berlin. 1999 habilitierte er sich mit der Studie Abschied von Athen. Eine Studie zum Euripideischen Orestes, die er in zwei Teilen 2000 und 2003 veröffentlichte.
Nach der Habilitation hielt sich Holzhausen von 2000 bis 2001 als Fellow am Center for Hellenic Studies der Harvard University auf. Von 2002 bis 2003 war er als Oberassistent erneut an der Freien Universität Berlin tätig, von 2003 bis 2004 vertrat er den gräzistischen Lehrstuhl an der Johann Wolfgang Goethe-Universität Frankfurt am Main. Von 2004 bis 2005 absolvierte er das Lehramtsreferendariat in Erlangen und unterrichtete anschließend am Gymnasium Pegnitz. 2006 wechselte er an das Gymnasium Fridericianum Erlangen (Fächer: Alt-Griechisch, Latein, Evangelische Religion), seit 1. November 2018 als Studiendirektor. Im Jahr 2011 erhielt er den Deutschen Lehrerpreis. Im Februar 2017 wurde er Fachreferent für Griechisch beim Ministerialbeauftragten für die Gymnasien in Mittelfranken.
Seit 2005 übernahm er Lehraufträge an der Universität Bamberg und wurde dort im Jahre 2008 zum außerplanmäßigen Professor ernannt.
Zu Holzhausens Forschungsschwerpunkten zählen die griechische Tragödie, der Platonismus, die Gnosis, die Hermetik sowie das frühe Christentum.

## Schriften (Auswahl)
- Der ‚Mythos vom Menschen‘ im hellenistischen Ägypten. Eine Studie zum „Poimandres“ (= CH I), zu Valentin und dem gnostischen Mythos. Bodenheim 1993 (Dissertation, Freie Universität Berlin)
- Griechische Stilübungen. Ein Übungs- und Lehrbuch zur griechischen Sprache. München 1995
- Eros und Aidos in Phaidras Monolog. Euripides Hippolytos 373–430. Stuttgart 1995
- Corpus Hermeticum. Übersetzt und kommentiert von Jens Holzhausen, mit Einleitungen von Carsten Colpe, I–II, Stuttgart 1993
  - Das Corpus Hermeticum deutsch. Teil 1: Die griechischen Traktate und der lateinische „Asclepius“. Stuttgart 1997
  - Das Corpus Hermeticum deutsch. Teil 2: Exzerpte, Nag-Hammadi-Texte, Testimonien. Stuttgart 1997
- Paideía oder Paidiá. Aristoteles und Aristophanes zur Wirkung der griechischen Tragödie. Stuttgart 2000 (Teildruck der Habilitationsschrift)
- Euripides Politikos. Recht und Rache in „Orestes“ und „Bakchen“. München/Leipzig 2003 (Teildruck der Habilitationsschrift)

Herausgeberschaft
- ΨΥΧΗ. Festschrift für Karin Alt zum 7. Mai 1998. Stuttgart/Leipzig 1998
- Bernd Seidensticker: Über das Vergnügen an tragischen Gegenständen. Studien zum antiken Drama. München/Leipzig 2005